# Pierre Abadie (peintre)
Pour les articles homonymes, voir Pierre Abadie et Abadie.
Pierre Abadie, dit Pierre Abadie-Landel, né le 22 août 1896 à Paris où il est mort le 23 septembre 1972 est un peintre, graveur sur bois et céramiste français.

## Biographie
Né le 22 août 1896 dans le 6e arrondissement de Paris, Pierre Abadie-Landel est issu d'une famille d'origine bretonne.
Il étudie à l'École des beaux-arts de Paris et réalise sa première exposition personnelle à la galerie André à Paris.
Avec sa série d'illustrations L'alphabet de l'armée et ses dessins pour la revue Le Nouvel Essor (1916), Pierre Abadie-Landel compte parmi les illustrateurs importants de la Première Guerre mondiale. À partir de 1920, il commence à exposer, en tant que peintre, au Salon des indépendants à Paris.
En parallèle à ses activités, il est engagé comme dessinateur à l'agence d'architecture OMA. Son activité de décorateur l'amène à travailler avec des maisons d'édition parisiennes.
Membre du groupe Seiz Breur (« Sept frères ») dès 1923, il s'associe à leur action pour l'Exposition des Arts décoratifs de 1925. Il réalise une série d'assiettes en céramique en collaboration avec la manufacture HB de Quimper. Il expose aussi des jouets au pavillon breton, dans la salle du Trégor. Après l'exposition de 1925 et la mort de son amie Jeanne Malivel, il s'éloigne peu à peu du groupe, mais il figure sur le catalogue de l'exposition de Saint-Nazaire comme membre à part entière durant l'été 1927.
De nombreuses expositions rythment sa carrière de peintre. Ses thèmes de prédilection vont de la Bretagne maritime — en particulier Douarnenez, qu'il fréquente quarante années durant — au nu, ou encore au monde du cirque.
Mort à Paris dans le 14e arrondissement le 23 septembre 1972, Pierre Abadie-Landel est inhumé au cimetière de Bagneux (95e division).

## Publications
- L'alphabet de l'armée - R.A.T., Le Nouvel Essor, 1916[6].

## Expositions
- Ar Seiz Breur (1923-1947), une belle épopée artistique, exposition itinérante, musées de Rennes (novembre 2000-janvier 2001), Nantes (février-avril 2001), Quimper, Saint-Brieuc, Le Faouët (mai 2002)[7].
- La passion de l'estampe - La collection de Denise Delouche, Vannes, musée de la Cohue, de juin à septembre 2008[8].
- Trait d'union - Le design en Bretagne hier et aujourd'hui, Saint-Grégoire, galerie Mica, d'octobre 2010 à janvier 2011[9].
- En guerre - Les illustrateurs français et la Première Guerre mondiale, Bibliothèque de l'Université de Chicago (Illinois), octobre 2014 - janvier 2015.
- The Great War as recorded through the fine and popular arts, Collège Morley (en), Londres, août 2014.

## Œuvres dans les collections publiques
- Aux États-Unis
  - Lawrence (Kansas), Université du Kansas, Spencer Museum of Art : L'infirmier militaire, lithographie, donation Professeur Eric Gustav Carlson.
  - Philadelphie, université de Pennsylvanie, Kislak Center for special collections, rare books and manuscripts (en)[2].
- En France
  - Paris :
    - Centre national des arts plastiques.
    - Cinémathèque française : quatre dessins (1931) pour l'affiche du film La Croix du sud d'André Hugon (1932).
    - ministère de la Défense : Port de Douarnenez et Avant-port à Tréboul, huiles sur toile.

  - Quimper, musée départemental breton.
  - Saint-Aigulin, mairie : Sur le port de Douarnenez, dessin.
  - Vannes, musée de la Cohue : gravures, dont Le Débarquement des sardines, donation Denise Delouche[10].